# Иванов, Валерий Васильевич
Вале́рий Васи́льевич Ивано́в (7 января 1924 — 5 сентября 2005) — советский и российский лингвист, доктор филологических наук, профессор, лауреат Государственной премии СССР. Автор более 400 научных исследований по теории и истории русского языка, по русской диалектологии и по современному русскому языку.

## Биография
В 1942 году поступил на филологический факультет МГУ. В том же году ушёл на фронт. После войны продолжил обучение и окончил университет в 1950 году, затем учился в аспирантуре. В 1953 году защитил кандидатскую диссертацию «Из истории говоров северо-западного Подмосковья (Волоколамские говоры)», в 1968 году — докторскую диссертацию «Очерки исторической фонологии русского языка: развитие фонологической системы древнерусского языка в X—XII вв.».
Старший преподаватель, затем доцент кафедры русского языка МГУ (1953—1969). В 1969—1972 годах работал в Московском автодорожном институте: заведующий кафедрой русского языка для иностранцев, декан подготовительного факультета для иностранцев, проректор по работе с иностранцами. С 1973 года в Институте русского языка: старший научный сотрудник, заместитель директора (1975—1986), главный научный сотрудник (с 1986).
В 1975—2005 годах — председатель Советской (Российской) комиссии Лингвистического атласа Европы; в 1983—2003 годах возглавлял Международную комиссию Общеславянского лингвистического атласа
В 1978—1987 годах — главный редактор журнала «Русская речь».
Жена — Галина Георгиевна Виноград, главный редактор журнала «Филологические науки».
Дочь Мария (род. 1961) — лингвист, декан очного факультета Литературного института.

## Премии
- Лауреат Государственной премии СССР (1982) за участие в создании академической «Русской грамматики»
- Почетный доктор Университета им. Ф.Палацкого (Оломоуц, Чехия), 1982 г.

## Работы
Автор более 400 научных работ, в том числе монографии:
- Историческая грамматика русского языка. — 3-е изд. — М., 1990.
- Историческая фонология русского языка. — М., 1968.
- Хрестоматия по истории русского языка (в соавторстве; руководитель авторского коллектива). — М., 1990.

### Соавторство
- Краткий этимологический словарь русского языка. — 3-е изд. — М., 1975.
- Русская грамматика. — 1980.
- Историческая морфология русского языка. Глагол. (в соавторстве). — М., 1982.
- Историческая грамматика русского языка. Морфология. Глагол. — 1988.
- Древнерусская грамматика XII-XIII вв. — 1995.
- Школьный словарь иностранных слов. — 8-е изд. — 2006.
- Энциклопедия «Русский язык». — 2-е изд. — 1997.

### Статьи
- Русский язык // Очерки русской культуры XVI в.. — М., 1977.
- Русская историческая диалектология и историческая грамматика // Филологические науки. — 2004. — № 5.